# Pikku-Lemurit (norra)
Pikku-Lemurit, är den norra av två öar – den andra är Pikku-Lemurit (södra) – i Finland. Den ligger i Bottenviken och kommunen Karleby i den ekonomiska regionen Karleby i landskapet Mellersta Österbotten, i den nordvästra delen av landet. Ön ligger omkring 10 kilometer nordöst om Karleby och omkring 430 kilometer norr om Helsingfors.
Öns area är 0,8 hektar och som längst är den 160 meter i nord-sydlig riktning.

## Klimat
Det rådet inlandsklimat i trakten och årsmedeltemperaturen är 0 °C. Den varmaste månaden är juli, då medeltemperaturen är 16 °C, och den kallaste är januari, med −14 °C.